# 人氣指標

## 人氣指標
人氣指標心理線，簡稱心理線PSY(Psychological Line)，是一種以某一期間內透過股價上漲天數的比例值，來揣測該期間投資人對於買賣趨勢的交易心態，以作為交易買賣的依據。

## 公式設定
PSY=(UPn / n) * 100
UPn值為n日內行情上漲的天數。

## 基本運用
(1)PSY > 50，表示目前投資人行情看不跌。
(2)PSY < 50，表示目前投資人行情看不漲。
(3)PSY > 75，表示目前投資人行情看漲。
(4)PSY < 25，表示目前投資人行情看跌。
(5)PSY > 90，表示目前行情出現超買現象，行情停頓或反轉向下機率大幅升高。
(6)PSY < 10，表示目前行情出現超賣現象，行情停頓或反轉向上機率大幅升高。